# 黒井和男
黒井 和男（くろい かずお、1938年7月7日 - ）は、日本の映画プロデューサー。キネマ旬報社、角川映画の元社長、シネマ・インヴェストメントの元会長。黒井オフィス代表。
本名は土橋寿男。父親の土橋治重は、ジャーナリスト、詩人、作家。

## 概要
日本大学藝術学部映画学科卒業後、株式会社興行通信社に入社した。映画の配給・興行に精通し、映画プロデューサー・コーディネーターなどで数多くの映画製作に携わる。
また、白井佳夫時代の『キネマ旬報』に業界記事の執筆を依頼され、本名では問題があると、白井の妻の名前にちなんで「黒井和男」というペンネームをつける。のち1973年ごろから、白井とのコンビ「ビアンコ・エ・ネーレ」で海外に行き、現地の映画情報を伝える記事を作る。
1978年の白井のキネマ旬報社の退社後に、編集部に入り、編集長となる。のちキネマ旬報社の社長となり、社員の待遇の改善を考え、『刑事物語』シリーズなど自社での映画製作に乗り出す。
オーナーであった上森子鉄が1989年に死去したことをうけ、1991年にキネマ旬報社をセゾングループに譲渡して編集長を退任。翌1992年、キネマ旬報社の社長からも退。
主な作品に『刑事物語』シリーズ（1982年 - 1987年）、『南極物語』（1983年）、『瀬戸内少年野球団』（1984年）、『写楽』（1995年）、『月とキャベツ』（1996年）、『着信アリ』（2004年）、『妖怪大戦争』（2005年）、『戦国自衛隊1549』（2005年）、『バッテリー』（2006年）、『犬神家の一族』（2006年）など。

## 略歴
- 1973年 - 有限会社黒井事務所を設立
- 1977年 - 株式会社キネマ旬報社に入社、取締役編集長に就任
- 1981年 - 同社代表取締役社長に就任
- 1992年 - 株式会社西友顧問、セゾングループ映像担当に就任
- 1997年 - 株式会社キネマ旬報社の代表取締役社長に復帰
- 2002年 - 株式会社角川大映映画（のちの角川映画株式会社）代表取締役社長に就任
- 2008年 - シネマ・インヴェストメント株式会社の代表取締役会長に就任
- 2010年 - 株式会社黒井オフィスを設立

## フィルモグラフィー

### 製作
- マイロード MyRoad （1980年/監督:キクオ・カワサキ）
- アモーレの鐘 （1981年/監督:渡辺邦彦）
- 幸福 （1981年/監督:市川崑）
- 刑事物語 （1982年/監督:渡辺祐介）
- ロングラン （1982年/監督:吉田ルイ子）
- 刑事物語2 りんごの詩 （1983年/監督:杉村六郎）
- ヨーロッパ特急 （1984年/監督:大原豊）
- アゲイン AGAIN （1984年/監督:矢作俊彦）
- 刑事物語3 潮騒の詩 （1984年/監督:杉村六郎）
- 刑事物語4 くろしおの詩 （1985年/監督:渡辺祐介）
- 刑事物語5 やまびこの詩 （1987年/監督:杉村六郎）
- 月とキャベツ （1996年/監督:篠原哲雄）
- 着信アリ （2004年/監督:三池崇史）
- インストール （2004年/監督:片岡K）
- 着信アリ2 （2005年/監督:塚本連平）
- 犬神家の一族 （2006年/監督:市川崑）
- バッテリー （2006年/監督:滝田洋二郎）
- 戦国自衛隊1549 （2005年/監督:手塚昌明）
- 妖怪大戦争 （2005年/監督:三池崇史）
- 小さき勇者たち〜ガメラ〜 （2006年/監督:田﨑竜太）
- 早咲きの花 （2006年/監督:菅原浩志）
- 着信アリFinal （2006年/監督:麻生学）
- アジアンタムブルー （2006年/監督:藤田明二）
- 転校生-さよならあなた- （2007年/監督:大林宣彦）
- 初雪の恋 ヴァージン・スノー （2007年/監督:ハン・サンヒ）
- カンフーくん （2008年/監督:小田一生）

### 総合プロデュース
- はむこ参る! （1996年/監督:やすみ哲夫）

### プロデュース
- LONGRUN ロングラン （1982年/監督:吉田ルイ子）
- クレープ （1993年/監督:市川準）
- 乳房 （1993年/監督:根岸吉太郎）

### 企画
- 瀬戸内少年野球団 （1984年/監督:篠田正浩）
- Focus （1996年/監督:井坂聡）

### 監修
- その男、凶暴につき （1989年/松竹富士/監督:北野武）
- 写楽 Sharaku （1995年/監督:篠田正浩）

### 制作関連その他
- 南極物語 - アドバイザー （1983年/監督:蔵原惟繕）
- 微熱少年 - 製作協力 （1987年/監督:松本隆）
- fuji_jukai.mov（フジジュカイ ドット エムオーブイ）（2016年/監督:坂下勝己）[7] - スーパーバイザー

### 脚本
- 刑事物語2 りんごの詩 （1983年）
- ヨーロッパ特急 （1984年）
- 刑事物語3 潮騒の詩 （1984年）
- 刑事物語4 くろしおの詩 （1985年）

## 著書
- 日本映画・テレビ監督全集 キネマ旬報社 1988/12/1